# Родино
Родино (итал. Roddino) је насеље у Италији у округу Кунео, региону Пијемонт.
Према процени из 2011. у насељу је живело 146 становника. Насеље се налази на надморској висини од 594 м.

## Становништво
Према резултатима пописа становништва 2011. у општини је живело 377 становника.
| 1931. | 1936. | 1951. | 1961. | 1971. | 1981. | 1991. | 2001. | 2011. |
| ----- | ----- | ----- | ----- | ----- | ----- | ----- | ----- | ----- |
| 988   | 923   | 836   | 640   | 493   | 413   | 381   | 363   | 377   |